# Ulysse Nardin
Ulysse Nardin es un fabricante de relojes de lujo con sede en Suiza.

## Historia
La compañía fue fundada en 1846 por el relojero suizo de la ciudad de Le Locle Ulysse Nardin (1823–1876). En julio de 2014, Kering anuncia la adquisición de Ulysse Nardin por 700 millones de euros.